# Miopatía congénita
Las  miopatías congénitas  son un grupo de enfermedades que se clasifican dentro de las miopatías. Son trastornos poco frecuentes de origen genético que afectan al funcionamiento de las fibras musculares, dando manifestaciones observables ya desde el nacimiento. Los síntomas más comunes son falta de tono muscular (hipotonía), debilidad muscular, trastornos respiratorios y digestivos secundarios y paresia de los músculos oculares (oftalmoparesia). El curso en general no es progresivo, a diferencia de lo que ocurre en las distrofias musculares. Las principales enfermedades incluidas en el grupo de miopatías congénitas son la miopatía nemalínica, la miopatía multicore y la miopatía centronuclear. El diagnóstico se sospecha por los síntomas y se confirma mediante una biopsia del músculo que muestra alteraciones características observadas al microscopio. No existe tratamiento curativo, las medidas terapéuticas van encaminadas a mejorar los síntomas y evitar las complicaciones.

## Frecuencia
Es un trastorno poco habitual, se presentan 6 casos por cada 100 000 nacimientos.

## Tipos
- Miopatía nemalínica.
- Miopatía con cores.
- Miopatía centronuclear.
- Miopatía por desproporción de fibras.